# Why We Hate
Why We Hate is een zesdelige Amerikaanse documentaireserie die in première ging op 13 oktober 2019 op Discovery Channel. De serie onderzoekt de menselijke conditie van haat en hoe we die kunnen overwinnen. In Nederland verscheen de serie in 2020 op HUMAN, NPO 2.

## Afleveringen

### Discovery Channel
| Afl. | Titel                     | Uitzenddatum    |
| 1    | "Origins"                 | 13 oktober 2019 |
| 2    | "Tribalism"               | 20 oktober 2019 |
| 3    | "Tools & Tactics"         | 27 oktober 2019 |
| 4    | "Extremism"               | 27 oktober 2019 |
| 5    | "Crimes Against Humanity" | 3 november 2019 |
| 6    | "Hope"                    | 3 november 2019 |

### NPO 2
| Afl. | Titel                          | Uitzenddatum |
| 1    | "Oorsprong"                    | 7 juni 2020  |
| 2    | "Tribalisme"                   | 14 juni 2020 |
| 3    | "Middelen en tactieken"        | 21 juni 2020 |
| 4    | "Extremisme"                   | 28 juni 2020 |
| 5    | "Misdaden tegen menselijkheid" | 5 juli 2020  |
| 6    | "Hoop"                         | 12 juli 2020 |

## Prijzen en nominaties
| Jaar | Prijs                  | Categorie | Ontvangstnemer(s)  | Uitslag     |
| ---- | ---------------------- | --- | ------------------ | ----------- |
| 2020 | Primetime Emmy Award   | Beste titelmuziek | Laura Karpman      | Genomineerd |
| 2020 | Primetime Emmy Award   | Beste muziekcompositie voor een documentaireserie of special (originele dramatische partituur) (voor "Tools & Tactics") | Laura Karpman      | Gewonnen    |
| 2020 | SXSW Film Design Award | Speciale juryerkenning - Uitmuntendheid in titelontwerp                                                                 | Allison Brownmoore | Genomineerd |